# المركز الإقليمي لتدريس علوم وتكنولوجيا الفضاء لغرب آسيا
المركز الإقليمي لتدريس علوم وتكنولوجيا الفضاء لغرب آسيا / الأمم المتحدة هو مركز إقليمي تابع للأمم المتحدة، وهو أحد ست مراكز. يقع المركز لغرب آسيا في الأردن، حيث عرضت الأمم المتحدة على الدول العربية بتشكيل المركز وفاز الأردن بتشييد المركز على أرضه. افتتح المركز رسميًا في 29 أيار لعام 2012، ويقع المركز في منطقة طبربور في العاصمة الأردنية عمان.

## وصلات خارجية
- الموقع الرسمي للمركز